# James W. Dalton
James W. Dalton (* 30. Januar 1913 in Seattle; † 8. Mai 1977 in Fairbanks) war ein US-amerikanischer Ingenieur, der maßgeblich an der Exploration der Erdölfelder im North Slope von Alaska beteiligt war.

## Person
Über den aus Seattle stammenden Dalton ist wenig bekannt. Sein Vater John „Jack“ Dalton (* 25. Juni 1856 in Bruce County, Ontario; † 16. Dezember 1944 in San Francisco) wanderte 1880 von Kanada nach Alaska aus, wo er den gebührenpflichtigen Dalton Trail für den Viehtransport zwischen dem Lynn Canal und den Bergbausiedlungen am Yukon River bauen ließ.
Sein Sohn James war 1931 am Rückbau der 1905 begonnenen Tanana Valley Railroad beteiligt, die zwischen Fairbanks und den Goldfeldern um den Chatanika  River (72 km, 45 Meilen) verkehrte. Er erhielt 1937 das Diplom als Bergbauingenieur von der University of Alaska Fairbanks und begann als Ingenieur für Goldminen. Später wurde er für die Exploration vermuteter Lagerstätten von Erdöl und Erdgas beauftragt. Er fand 1953 umfangreiche Gasvorkommen von „hoher Qualität“ im North Slope und verfasste hierüber 1954 einen umfangreichen Bericht über deren kommerzielle Erschließung. Im Juni 1954 übergab er dem Alaska Development Board die von ihm verfasste 80-seitige Machbarkeitsstudie, die detailreich die Lagerstätten beschrieb und empfahl, die Erschließung der Privatwirtschaft zu übertragen. im August 1968 würdigte eine Lokalzeitung Dalton als „Katalysator des North Slope“.
In der Folge war er hauptsächlich für die Erschließung der Region um Prudhoe Bay verantwortlich, wo später massive Erdöl- und Erdgasvorkommen entdeckt wurden. Diese stellten sich als die größten Ölvorkommen der USA heraus.

## Ehrungen
Nach ihm sind die Fernstraße Dalton Highway und der James Dalton Mountain benannt. Der Dalton Highway führt von Livengood nach Deadhorse über 666 km (414 mi). Der James Dalton Mountain (2.164 m) ist Teil der Endicott Mountains und liegt nordwestlich vom Atigun Pass am Dalton Highway.